# Revolució pernambucana
|  | Aquest article tracta sobre l'aixecament a Pernambuco del 1817. Si cerqueu la revolta que hi va tenir lloc entre 1645 i 1654, vegeu «Insurrecció Pernambucana». |

La Revolució pernambucana, també coneguda com la Revolució dels sacerdots, va ser un moviment liberal i republicà que va esclatar el 6 de març de 1817 a Pernambuco, Brasil.
Entre les seves causes, destaca la influència de les idees il·lustrades propagades per les societats maçòniques, enfront de l'absolutisme monàrquic portuguès i les enormes despeses de la Família Reial i el seu seguici, nouvinguts al Brasil; la Capitania de Pernambuco, aleshores la més rendible de la colònia, es va veure obligada a enviar grans sumes de diners a Rio de Janeiro per pagar sous, menjar, roba i festes a la Cort, fet que va dificultar la lluita contra els problemes locals (com la sequera que es va produir el 1816) i va provocar el retard en el pagament dels soldats, generant un gran descontentament entre la gent de Pernambuco.
Únic moviment per la llibertat durant el període de dominació portuguesa que va superar la fase conspiratòria i va arribar al procés de presa de poder, la Revolució Pernambucana va provocar l'ajornament de l'aclamació de Joan VI de Portugal com a rei i el retard del viatge de Maria Leopoldina d'Àustria fins a Rio de Janeiro, mobilitzant forces polítiques i aixecant posicions i repressions a tot el Regne del Brasil. Va ser durant la insurrecció de 1817 que la República es va proclamar per primera vegada a terres brasileres.
La repressió va ser violenta. Catorze rebels van ser executats pel delicte de lesa majestat (la majoria penjats i esquarterats, mentre que altres van ser afusellats), i centenars van morir en combat o a la presó. Encara com a represàlia, Joan VI va desmembrar l'aleshores comarca d'Alagoas del territori de Pernambuco (set anys més tard, Pere I prendria de Pernambuco les terres que corresponen a l'actual oest de Bahia com a càstig de la Confederació de l'Equador). Només en la data de la seva coronació, el 6 de febrer de 1818, Joan VI va ordenar tancar la investigació.
A diferència de la Inconfidência Mineira, el màrtir de la qual Tiradentes era un treballador manual, i la Conjuració bahiana, que va resultar en l'execució de quatre joves negres i mulats, en el moviment de Pernambuco els condemnats a mort eren majoritàriament blancs i de millors classes socials.
La revolució de Pernambuco va tenir un relatiu suport internacional; els Estats Units d'Amèrica, que dos anys abans havien establert el seu primer consolat a Recife al Brasil i a l'hemisferi sud a causa de les relacions comercials amb Pernambuco, es van mostrar favorables a la insurrecció, així com els exoficials de Napoleó Bonaparte que pretenien rescatar el seu líder de la captivitat a Santa Helena, portar-lo a Pernambuco i després a Nova Orleans. Els revolucionaris, procedents de diversos punts de la colònia, tenien com a principal objectiu la conquesta de la independència del Brasil amb relació a Portugal, amb la implantació d'una república liberal.
El moviment va sacsejar la confiança en la construcció de l'imperi americà somiat per Joan VI, i per això és considerat el precursor de la independència obtinguda el 1822.

## Antecedents

Pernambuco colonial en la seva màxima expansió el 1709

A principis del segle xix, Pernambuco era la capitania més rica del Brasil. Recife i Olinda, les dues ciutats més grans de Pernambuco, tenien en conjunt uns 40.000 habitants (Rio de Janeiro, la capital de la colònia, tenia 60.000 habitants). El port de Recife enviava gran part de la producció de cotó (la fibra de Pernambuco era d'alta qualitat, utilitzada en la producció de tèxtils de luxe a França i Anglaterra) i el sucre de centenars d'ingenis sucrers de la Zona da Mata, el litoral de la qual s'estenia des de la desembocadura del riu São Francisco fins al poble de Goiana. A més de la seva importància econòmica i política, Pernambuco havia participat en diverses lluites per la llibertat. La primera i més important va ser la Insurrecció Pernambucana, l'any 1645. Després, a la Guerra dels Mascates, es va plantejar la possibilitat de proclamar la independència d'Olinda.
Les idees liberals que van entrar a terres brasileres juntament amb els viatgers estrangers i a través de llibres i altres publicacions, van fomentar el sentiment de revolta entre l'elit de Pernambuco, que va participar activament, des de finals del segle xviii, en les societats secretes. El 1796, el naturalista Manuel Arruda Câmara va fundar la societat secreta «Areòpag d'Itambé», la primera lògia maçònica del Brasil, que va difondre les idees llibertàries contra la repressió colonial. També hi havia «Patriotisme», «Restauração», «Pernambuco do Oriente» i «Pernambuco do Occidente», que van servir com a espais de discussió i difusió de «les idees franceses infames». En elles, intel·lectuals religiosos i militars es reunien per elaborar plans per a la revolució.
Cal tenir en compte la fundació del Seminari d'Olinda, afiliat a les idees il·lustrades. No és per una altra raó que l'aixecament va ser conegut com la «revolução dos padres» (revolució dels sacerdots), donada la participació del clergat catòlic. Frei Caneca es convertiria en un símbol d'això.
L'any 1801 va tenir lloc la Conspiració dels Suassunas, l'objectiu de la qual era constituir una república a Pernambuco sota la protecció de Napoleó Bonaparte. Hi van participar membres de l'Areòpag d'Itambé i del Seminari d'Olinda, amb el lideratge de Francisco de Paula, Luís Francisco i José Francisco de Paula Cavalcanti de Albuquerque (propietaris de l'ingeni Suassuna) i homes d'importància econòmica i social. Dos dels germans Suassuna van ser detinguts i se'ls va embargar els seus béns, i el tercer, que es trobava a Lisboa, on havia mantingut correspondència amb els altres dos, va fugir a Anglaterra. Els germans, suposadament, estaven esperant un atac espanyol al Regne de Portugal, fruit de l'aliança entre París i Madrid, per la qual cosa van intentar crear un govern per defensar la capitania, una prova prematura de la fórmula d'emancipació adoptada més tard a l'Amèrica Hispànica.

### Causes immediates
- Presència massiva del portuguesos a la direcció del govern i l'administració pública;
- Creació de nous impostos per part de Joan VI, provocant la insatisfacció de la població de Pernambuco. Segons un escriptor anglès que vivia aleshores a Recife, hi havia una gran insatisfacció local amb l'obligació de pagar impostos pel manteniment de l'enllumenat públic a Rio de Janeiro, mentre que a Recife aquest enllumenat era pràcticament inexistent;
- Gran sequera que havia afectat la regió l'any 1816, accentuant la fam i la misèria i provocant un descens de la producció de sucre i cotó, productes que van ser la base de l'economia de Pernambuco i que van començar a patir la competència del cotó dels Estats Units d'Amèrica i del sucre de Jamaica;
- Influències externes amb la difusió de les idees liberals i il·lustrades, que van estimular les capes populars de Pernambuco en l'organització del moviment de 1817;
- La creixent pressió dels abolicionistes a Europa que havia anat creant restriccions graduals al comerç d'esclaus, mà d'obra cada cop més cara i que era el motor de tota l'economia agrària de Pernambuco;[10]

## El transcurs de la revolució
La revolució va començar amb l'ocupació de Recife, el 6 de març de 1817. En el regiment d'artilleria, el capità José de Barros Lima, conegut com «Leão Coroado», va reaccionar a la detenció i va matar a cops d'espasa el comandant Barbosa de Castro. Després, en companyia d'altres soldats rebels, es va fer càrrec de la caserna i va construir trinxeres als carrers veïns per evitar l'avenç de les tropes monàrquiques. El governador Caetano Pinto de Miranda Montenegro es va refugiar a Fort Brum, però, envoltat, va acabar rendint-se.
El moviment va ser liderat pel militar i comerciant, Domingos José Martins (d'Estat d'Espírito Santo) i pel pare João Ribeiro (de Pernambuco), amb el suport de Domingos Teotônio Jorge, Vigário Tenório, José Luís de Mendonça, José de Barros Lima, pare Miguelinho, pare Roma, Antônio Henriques Rabelo, Gervásio Pires, Antônio Carlos de Andrada (germà de José Bonifácio), Manuel Corrêa de Araújo, José de Barros Falcão de Lacerda (que cinc anys més tard comandaria les tropes brasileres a la batalla de Pirajá, el principal enfrontament de la Independència de Bahia), Cruz Cabugá, Vigário de Santo Antônio, Frei Caneca, entre d'altres. Encara que els revolucionaris eren majoritàriament pernambucans de naixement, hi havia individus de diverses parts del Brasil, com Domingos José Martins (natural d'Espírito Santo), Francisco José da Silveira (natural de Minas Gerais), i Antônio Carlos de Andrada (natural de São Paulo).

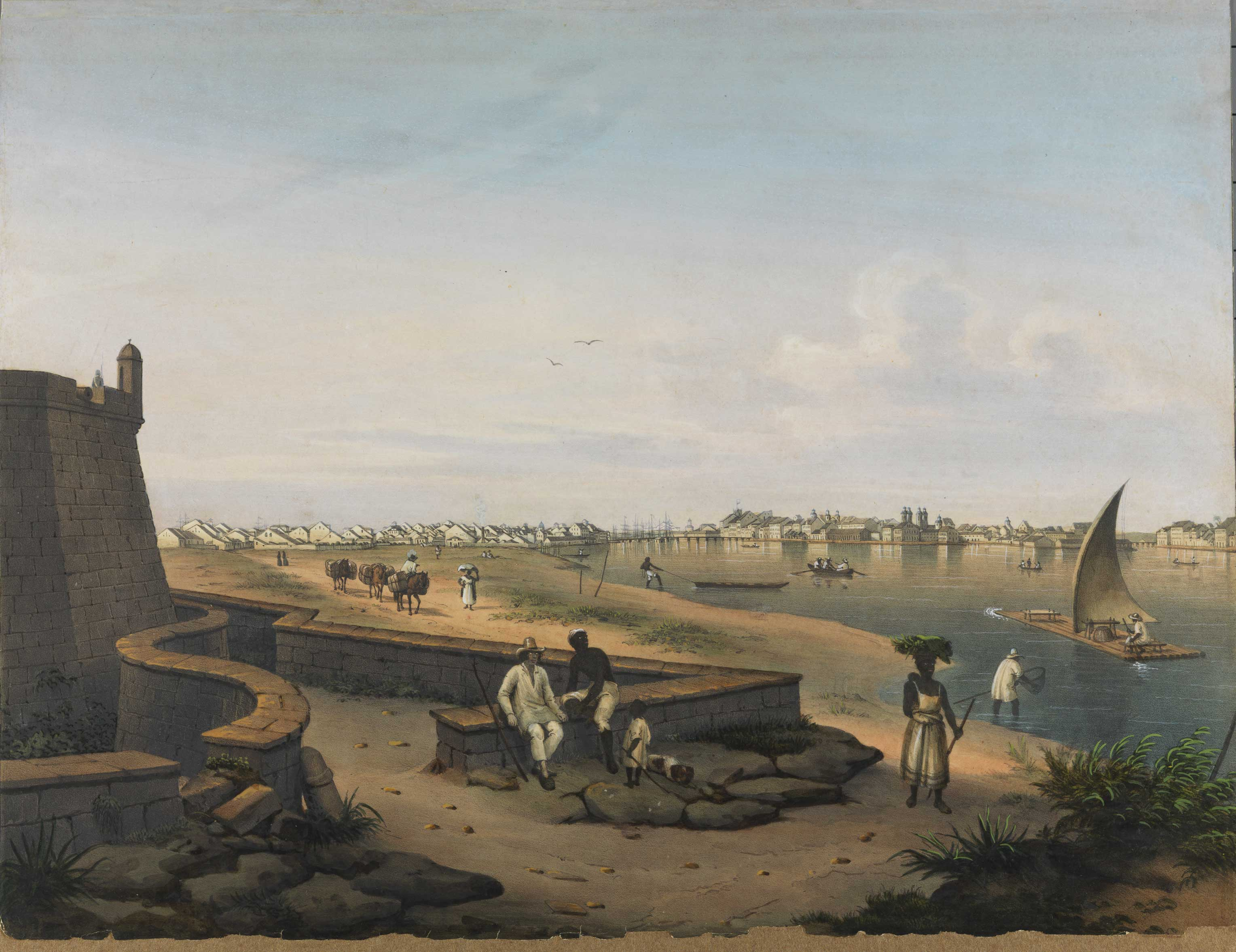
Vista de Recife presa des del Fort Brum (segle xviii). Col·lecció digital afrobrasilera
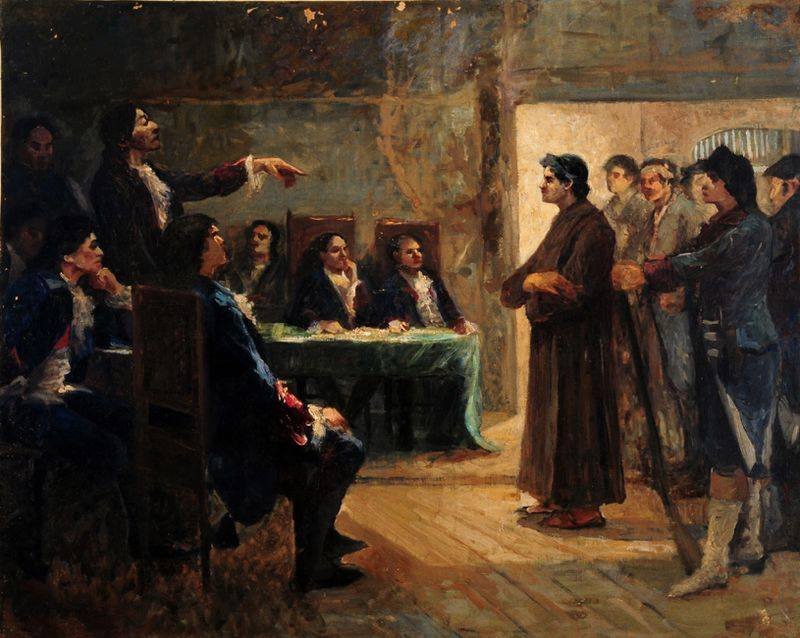
Estudi per a Frei Caneca, d'Antônio Parreiras (1918). Frei Caneca va estar quatre anys a la presó. Va ser afusellat anys després per haver dirigit la Confederació de l'Equador

Cap a les dues de la tarda, en sortir del seu despatx (situat prop de l'Església de la Mare de Déu), el cònsol anglès John Lempriere es va veure sorprès pels trets d'armes de foc i el toc de campanes, els sorolls originats des del a l'altre costat del pont, a Sant Antoni. El cònsol, tement per la seva vida, va haver de dormir amb amics. Durant les primeres hores de l'endemà, es va produir un enfrontament al Campo do Erário (actualment Plaça de la República) entre els monàrquics i els rebels. Amb la derrota d'aquest últims, la Casa do Erário (Hisenda Reial o Tresoreria Reial) va ser prompte ocupada i es va donar ordres de baixar la bandera britànica i hissar al seu lloc la bandera revolucionària, inicialment completament blanca. Després d'haver aconseguit dominar el Govern de Pernambuco, els rebels es van apoderar del tresor, van instal·lar un govern provisional i van proclamar la República.
El 29 de març es va convocar una assemblea constituent, amb representants elegits a tots els districtes. En ella s'establia la separació entre els poders legislatiu, executiu i judicial; el catolicisme es va mantenir com a religió oficial (però amb llibertat de culte); es va proclamar la llibertat de premsa (una gran novetat al Brasil); i es van suprimir alguns impostos. Però l'esclavitud es va mantenir.
A mesura que augmentava el calor de les discussions i la revolta contra l'opressió portuguesa, també augmentava el sentiment de patriotisme dels pernambucans

## Difusió

Bandera de la Revolució Pernambucana

Els emissaris de la revolució estaven a Rio de Janeiro i més tard a Bahia, però els intents d'obtenir suport van fracassar. A Bahia, José Inácio Ribeiro de Abreu e Lima (també conegut com Pare Roma), va ser detingut en desembarcar i immediatament afusellat per ordre del governador, el portuguès Marcos de Noronha e Brito, comte d'Arcos. La població va celebrar la detenció amb una cançó: «Bahia és una ciutat / Pernambuco és una gruta / Visca el comte d'Arcos / Mor patriota!».
El 16 de març es va incorporar Paraíba. Hi van participar Amaro Gomes Coutinho, Francisco José da Silveira, José Peregrino, el pare Antônio Pereira, Inácio de Albuquerque Maranhão, entre d'altres. El vicari de Pombal, José Ferreira Nobre, es va encarregar de propagar el moviment per tot l'interior del Paraíba. Com a única carretera que unia el camp amb el món civilitzat, Patos també es va convertir en una ruta per als revolucionaris.
A Rio Grande do Norte, el moviment va aconseguir el suport del propietari d'un gran ingeni sucrer, André de Albuquerque Maranhão, que després de detenir el governador, José Inácio Borges, va ocupar Natal i va formar una junta de govern, però no va despertar el interès de la població i va ser destituït del poder en pocs dies. El periodista Hipólito José da Costa va ser convidat al càrrec de ministre plenipotenciari de la nova república a Londres, però el va rebutjar.
A Ceará, Bárbara de Alencar, una perambucana amb residència a Cariri, i el seu fill, Tristão Gonçalves, es van unir al moviment, però van ser detinguts pel capità general de Crato, José Pereira Filgueiras, per ordre del governador de Ceará Manuel Inácio de Sampaio e Pina Freire. José Pereira Filgueiras va participar posteriorment en la lluita per la Independència del Brasil a Maranhão i la Confederació de l'Equador, quan es va unir a Tristão Gonçalves contra el govern imperial, sent considerat un dels seus herois.

## Repressió

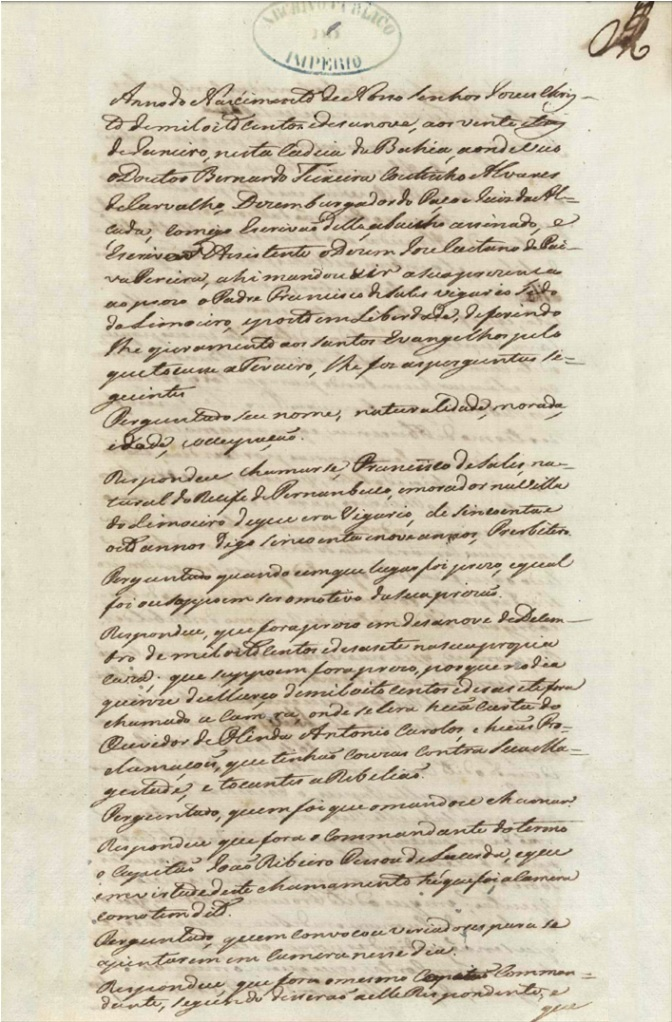
Pàgina del judici dels líders de la revolució, 1819. Arxiu Nacional del Brasil

La repressió del moviment va ser sagnant. Les tropes portugueses dirigides pel general Luís do Rego Barreto van avançar per l'interior de Pernambuco des del territori bahià, mentre una força naval enviada des de Rio de Janeiro bloquejava el port de Recife. En pocs dies, 8.000 homes van envoltar la capitania. Terra endins, la batalla decisiva es va lliurar a la localitat d'Ipojuca. Derrotats, els revolucionaris van haver de retirar-se cap a Recife. El 19 de maig les tropes van entrar a la ciutat i la van trobar abandonada i indefensa. El govern provisional, aïllat, es va rendir l'endemà.
Com que al principi no hi havia cap governador portuguès a Pernambuco, els rebels estaven sent enviats a Bahia mentre eren capturats. Però amb l'arribada de Luís do Rego Barreto es va instal·lar un tribunal militar i es van començar a celebrar els judicis a Recife. Catorze acusats van ser executats pel delicte de lesa majestat, la majoria penjats i esquarterats, mentre que altres van ser afusellats. El pare João Ribeiro es va suïcidar, però el seu cos va ser desenterrat, esquarterat i el cap al descobert en una plaça pública. Un episodi que va commoure fins i tot als botxins va ser el de Vigário Tenório, que va ser penjat i esquarterat, li van tallar les mans i el cos arrossegat pels carrers de Recife. A més, 300 rebels van morir en combat, 100 van ser exiliats i molts van morir pels maltractaments a la presó. També hi va haver violacions de filles i dones dels revolucionaris i la confiscació dels seus béns.
També com a represàlia, la comarca d'Alagoas va ser desmembrada de Pernambuco, amb la sanció de Joan VI de Portugal. Els terratinents d'aquesta comarca s'havien mantingut fidels a la Corona, i com a recompensa, van poder formar una capitania autònoma.
Tot i que els revolucionaris van romandre al poder menys de tres mesos, van aconseguir fer trontollar la confiança en la construcció de l'imperi americà somiat per Joan VI. La Corona no tornaria a estar segura que els seus súbdits fossin immunes a la contaminació de les idees responsables de subvertir el vell ordre a Europa.

## Ajuda externa

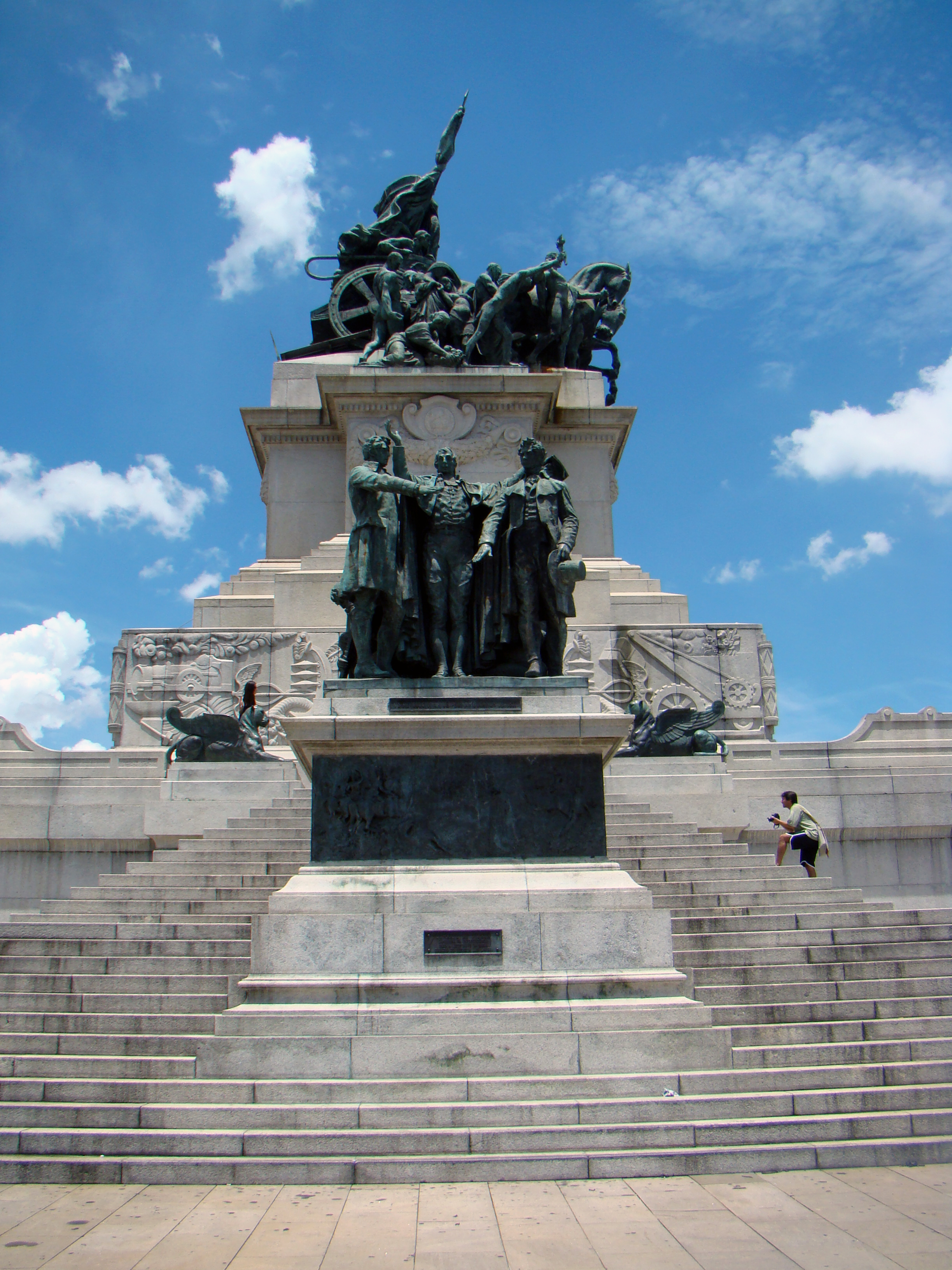
Grup d'escultures que representen els revolucionaris de Pernambuco de 1817 al costat dret del Monument a la Independència del Brasil, a São Paulo

El maig de 1817, Antônio Gonçalves da Cruz (o Cruz Cabugá), va desembarcar a Filadèlfia (Estats Units d'Amèrica) amb 800 mil dòlars (actualitzat al tipus de canvi de 2007 a aproximadament 12 milions de dòlars) al seu equipatge amb tres missions:
- Comprar armes per lluitar contra les tropes de Joan VI;
- Convèncer el govern estatunidenc perquè doni suport a la creació d'una república independent al nord-est brasiler;
- Reclutar alguns antics revolucionaris francesos exiliats en territori americà per, amb la seva ajuda, alliberar Napoleó Bonaparte, exiliat a l'illa de Santa Helena, que seria transportat a Recife.

Tanmateix, en la data d'arribada de l'emissari als Estats Units d'Amèrica, els revolucionaris de Pernambuco ja estaven assetjats per les tropes monàrquiques portugueses i a punt de rendir-se. Quan van arribar al Brasil els quatre veterans napoleònics reclutats (el comte Pontelécoulant, el coronel Latapie, l'ordenança Artong i el soldat Roulet), molt després d'acabar la revolució, van ser detinguts abans de desembarcar.
Pel que fa al govern estatunidenc, Cruz Cabugá va poder reunir-se amb el secretari d'Estat, Richard Rush, però només es va comprometre que, mentre durés la rebel·lió, els Estats Units d'Amèrica autoritzarien l'entrada de vaixells de Pernambuco a les aigües estatunidenques, i que acceptarien donar asil o allotjament als eventuals refugiats, en cas de fracàs del moviment.

## Data Magna
L'any 2007, el 6 de març va ser declarat «Data Magna de Pernambuco», a causa de la Revolució de Pernambuco.
L'any 2009, el Govern de Pernambuco va aprovar una altra llei, canviant la Data Magna de l'Estat al primer diumenge de març.
L'any 2017, amb motiu del bicentenari de la Revolució pernambucana, el Govern de Pernambuco va aprovar una nova llei, canviant la Data Magna de l'Estat al 6 de març i restituint així el dia com a festa civil.

## Literatura i cinema

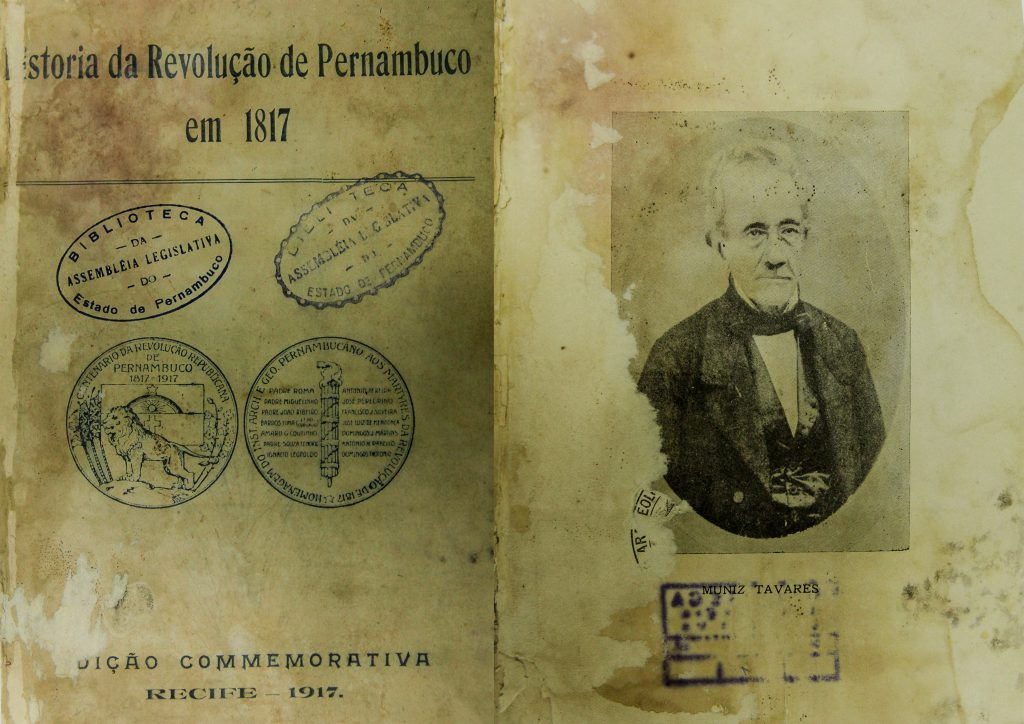
A História da Revolução de Pernambuco em 1817, de Francisco Muniz Tavares.

En commemoració del 200 aniversari de la Revolució, es va estrenar el llibre A Noiva da República (2007), del periodista i escriptor Paulo Santos de Oliveira. L'obra, que descriu la història a l'estil d'una novel·la, narra la passió entre Maria Teodora da Costa (una jove pernambucana, filla d'un aristòcrata portuguès), i el comerciant d'Espiritu Santo Domingos José Martins, enmig de la revolució.
A partir del llibre, el mateix any 2007 també es va estrenar la pel·lícula 1817: La revolució oblidada, un docudrama dirigit i produït per Tizuka Yamazaki i Ricardo Favilla, amb el suport del Ministeri d'Educació, en col·laboració amb TV Escola i la productora Rio de Cinema Produção Culturais, sent l'estrena del programa «História na TV Escola». El personatge Maria Teodora da Costa és interpretat per l'actriu Klara Castanho, que comparteix el paper principal amb Bruno Ferrari en el paper del revolucionari Domingos José Martins.